# حقوق اساسی

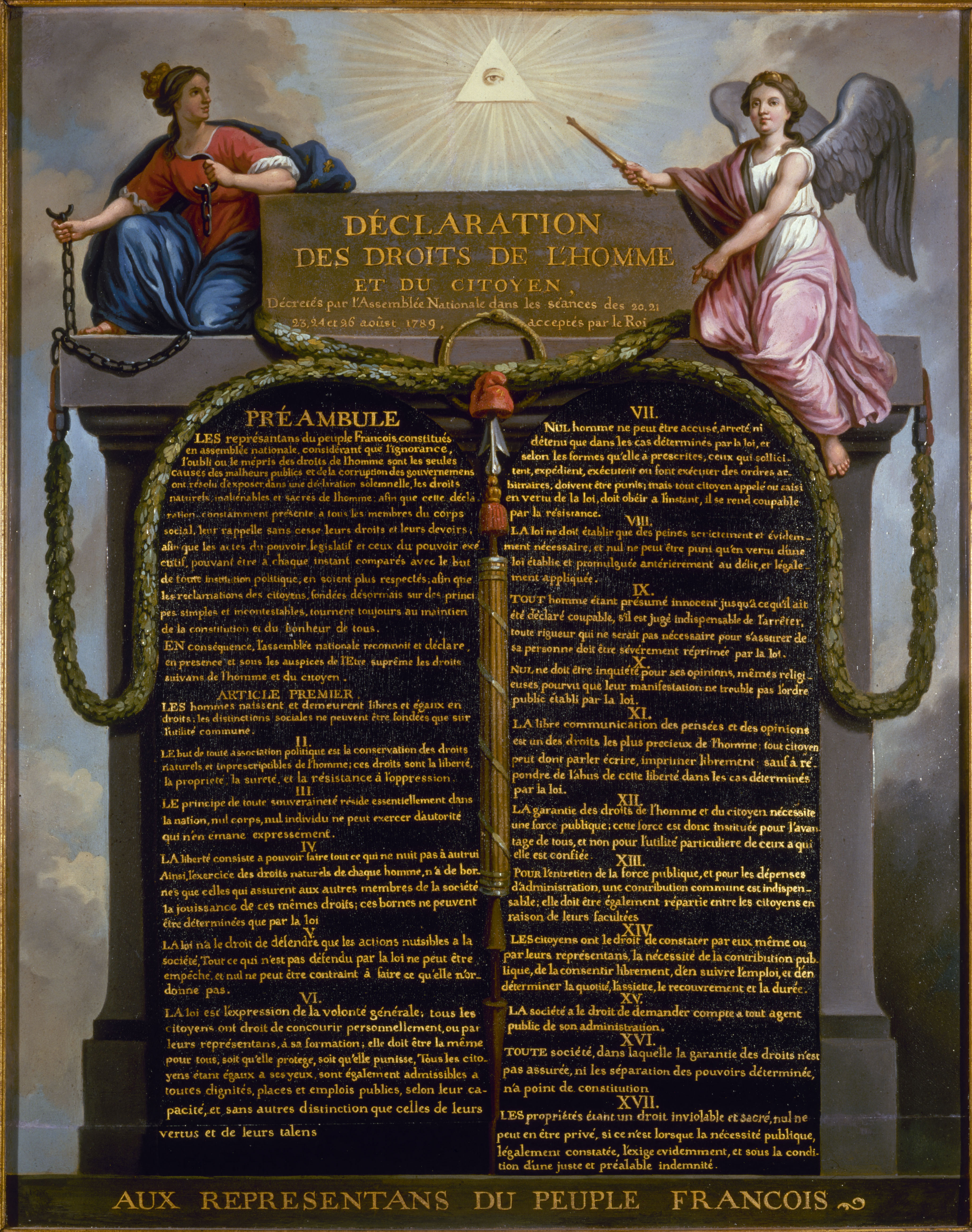
اصولی از فرانسه که با نام اعلامیه حقوق بشر و شهروند می‌شناسیم که هنوز هم دارای اهمیت قانونی است.

حقوق اساسی (به انگلیسی: Constitutional law) یکی از برجسته‌ترین شاخه‌های علم حقوق و زیر مجموعه حقوق عمومی و مهمترین بخش از حقوق داخلی است؛ که در آن از ساختار حکومت در سطح کلان، رژیم سیاسی آن، وظایف و اختیارات عناصر تشکیل دهنده حکومت از سویی و روابط حکومت و شهروندان و حقوق و آزادی‌های بنیادین شهروندان از سوی دیگر سخن گفته می‌شود. حقوق اساسی که حقوق سیاسی نیز خوانده می‌شود، کلیه قواعدی است که وضع و شکل حکومت یک ملت را معین نموده، اعضای رئیسه و قوای مهم مملکت را تشکیل می‌دهد و همچنین روابط متقابل قوای مزبور را بیان کرده و حدود آن‌ها را نسبت به افراد ملت معلوم می‌کند، در تعریفی دیگر حقوق اساسی یکی از شاخه‌های مهم حقوق است که اختصاصاً به روابط سیاسی بین فرمانروایان و فرمانبران می‌پردازد
حقوق اساسی حقوق پایه است. هیچ حقوقدان یا حقوقخوانی نمی‌تواند مدعی برخورداری از سواد حقوقی باشد، اما مبانی و معرفت خود را درباره حقوق اساسی ژرفا نبخشیده باشد. سواد حقوق اساسی، یعنی فهم درست مبانی و کارکردهای قدرت در سه حوزه نهادها، هنجارها و آزادیها.